# Glatigny (Mosel·la)
Glatigny és un municipi francès, situat al departament del Mosel·la i a la regió del Gran Est. L'any 2007 tenia 279 habitants.

## Demografia

### Població
El 2007 la població de fet de Glatigny era de 279 persones. Hi havia 99 famílies, de les quals 8 eren unipersonals (8 dones vivint soles i 8 dones vivint soles), 36 parelles sense fills, 51 parelles amb fills i 4 famílies monoparentals amb fills.
La població ha evolucionat segons el següent gràfic:
Habitants censats

### Habitatges
El 2007 hi havia 105 habitatges, 102 eren l'habitatge principal de la família i 3 estaven desocupats. 94 eren cases i 10 eren apartaments. Dels 102 habitatges principals, 83 estaven ocupats pels seus propietaris, 16 estaven llogats i ocupats pels llogaters i 3 estaven cedits a títol gratuït; 3 tenien dues cambres, 8 en tenien tres, 17 en tenien quatre i 74 en tenien cinc o més. 91 habitatges disposaven pel capbaix d'una plaça de pàrquing. A 35 habitatges hi havia un automòbil i a 65 n'hi havia dos o més.

### Piràmide de població
La piràmide de població per edats i sexe el 2009 era:
| Homes | Edats   | Dones |
| ----- | ------- | ----- |
| 0     | 95 o +  | 0     |
| 0     | 90 a 94 | 0     |
| 0     | 85 a 89 | 0     |
| 0     | 80 a 84 | 0     |
| 0     | 75 a 79 | 0     |
| 4     | 70 a 74 | 4     |
| 0     | 65 a 69 | 0     |
| 8     | 60 a 64 | 8     |
| 12    | 55 a 59 | 8     |
| 8     | 50 a 54 | 8     |
| 20    | 45 a 49 | 12    |
| 4     | 40 a 44 | 32    |
| 8     | 35 a 39 | 4     |
| 20    | 30 a 34 | 8     |
| 4     | 25 a 29 | 8     |
| 12    | 20 a 24 | 12    |
| 12    | 15 a 19 | 4     |
| 4     | 10 a 14 | 8     |
| 8     | 5 a 9   | 8     |
| 4     | 0 a 4   | 16    |

## Economia
El 2007 la població en edat de treballar era de 203 persones, 144 eren actives i 59 eren inactives. De les 144 persones actives 136 estaven ocupades (74 homes i 62 dones) i 8 estaven aturades (4 homes i 4 dones). De les 59 persones inactives 25 estaven jubilades, 21 estaven estudiant i 13 estaven classificades com a «altres inactius».

### Ingressos
El 2009 a Glatigny hi havia 99 unitats fiscals que integraven 278,5 persones, la mediana anual d'ingressos fiscals per persona era de 22.659 €.

### Activitats econòmiques
Dels 12 establiments que hi havia el 2007, 3 eren d'empreses de construcció, 2 d'empreses de comerç i reparació d'automòbils, 2 d'empreses de transport, 1 d'una empresa d'hostatgeria i restauració, 3 d'empreses immobiliàries i 1 d'una entitat de l'administració pública.
Dels 3 establiments de servei als particulars que hi havia el 2009, 1 era un paleta, 1 lampisteria i 1 agència immobiliària.
L'any 2000 a Glatigny hi havia 5 explotacions agrícoles.

## Poblacions més properes
El següent diagrama mostra les poblacions més properes.